# Тібурсіо Каріас Андіно
Тібурсіо Каріас Андіно (ісп. Tiburcio Carías Andino; 5 березня 1876 — 23 грудня 1969) — політичний діяч Гондурасу, тимчасовий президент 1924, президент країни з 1933 до 1949 року.

## Життєпис
1898 року закінчив Центральний університет. отримавши дипломом юриста. Викладав право як в університеті, так і для малозабезпечених дітей та робітників. У 1890-их Каріас став активним членом Ліберальної партії, серед засновників якої був його батько. 1903 він залишив лави Ліберальної партії та разом із Мануелем Бонільєю заснував Національну партію.
Каріас був депутатом і губернатором департаменту Кортес, зумів заручитись підтримкою військовиків і 1923 року, скориставшись розколом в Ліберальній партії, висунув свою кандидатуру на пост президента і здобув 47% голосів. Однак абсолютної більшості не набрав жоден з кандидатів, Конгрес також не зміг визначитись із кандидатурою нового президента, в результаті чого чинний президент Рафаель Лопес Гутьєррес оголосив, що продовжує термін своїх повноважень заради збереження миру. У відповідь Каріас за підтримки військовиків зайняв столицю й домігся призначення нових виборів. Військове втручання США зупинило збройний конфлікт, президентом 1924 року став кандидат від Національної партії Мігель Пас Барагона.
1928 Каріас програв чергові президентські вибори, проте переміг 1932 року. Згодом він вніс зміни до конституції, домігшись продовження терміну своїх повноважень до 1949 року, фактично ставши диктатором. Каріас позбавився політичних опонентів за допомогою залякування, кримінального переслідування й висилки їх з країни. Незважаючи на глобальну економічну кризу 1930-их років, неврожай бананів і Другу світову війну, Каріасу вдавалось підтримувати економічну стабільність, віддавати зовнішні борги, будувати в сільських районах дороги, школи й лікарні.
За часів Другої світової війни Гондурас був на боці антигітлерівської коаліції. Каріас активно співпрацював зі Сполученими Штатами у видачі нацистів, які переховувались у Гондурасі. На вимогу американців він націоналізував у країні всі підприємства, що належали німцям, та передав їх своїм союзникам. Під впливом протестних настроїв, що ширились країною, Каріас пообіцяв піти у відставку після виборів 1948 року. 1954 він знову брав участь у президентських виборах, але програв їх, після чого пішов з політики.